# ICAO空港コードの一覧/Z
ICAOコードによる空港の一覧：A - B - C - D - E - F - G - H - I - J - K（KA - KG - KN） - L - M - N - O - P - Q - R - S - T - U - V - W - X - Y - Z
この一覧では次のような形式で列挙する。
- ICAOコード（IATAコード）– 空港名 – 空港の所在地

## Z* 中華人民共和国
カテゴリと一覧も参照

### ZB
- ZBAA (PEK) – 北京首都国際空港 – 北京
- ZBAD (PKX) – 北京大興国際空港 – 北京
- ZBAL (AXF) – アルシャー左旗バヤンホト空港 – 内モンゴル自治区アルシャー盟
- ZBAR (RHT) – アルシャー左旗バヤンホト空港 – 内モンゴル自治区アルシャー盟
- ZBBB - 北京西郊空港 – 北京
- ZBCD (CDE) - 承徳普寧空港（中国語版） - 河北省承徳市
- ZBCF (CIF) – 赤峰玉龍空港 – 内モンゴル自治区赤峰市
- ZBCZ (CIH) – 長治王村空港（中国語版） – 山西省長治市
- ZBDH (BPE) - 秦皇島北戴河空港（中国語版） – 河北省秦皇島市
- ZBDS (DSN) - オルドス空港 – 内モンゴル自治区オルドス市
- ZBDT (DAT) – 大同雲岡空港（中国語版） – 山西省大同市
- ZBEN (EJN) – エジン旗桃来空港 – 内モンゴル自治区エジン旗
- ZBER (ERL) - エレンホト・サイウス国際空港 – 内モンゴル自治区エレンホト市
- ZBES (YIE) - アルシャン・ヤルス空港（中国語版） – 内モンゴル自治区ヒンガン盟
- ZBHD (HDG) - 邯鄲空港 - 河北省邯鄲市
- ZBHH (HET) – フフホト白塔国際空港 – 内モンゴル自治区フフホト市
- ZBHZ (HUO) – ホーリンゴル霍林河空港（中国語版） – 内モンゴル自治区通遼市
- ZBLA (HLD) – フルンボイル・ハイラル国際空港 – 内モンゴル自治区フルンボイル市
- ZBLF (LFQ) – 臨汾喬李空港 – 山西省臨汾市
- ZBLL (LLV) – 呂梁大武空港（中国語版） – 山西省呂梁市
- ZBMZ (NZH) - 満洲里西郊空港 – 内モンゴル自治区満州里市
- ZBNY (NAY) – 北京南苑空港 – 北京
- ZBOW (BAV) – 包頭二里半空港 – 内モンゴル自治区包頭市
- ZBSH (SHP) – 秦皇島山海関空港（中国語版） – 河北省秦皇島市
- ZBSG (SZH) – 朔州滋潤空港（中国語版） – 山西省朔州市
- ZBSJ (SJW) – 石家荘正定国際空港 – 河北省石家荘市
- ZBTJ (TSN) – 天津浜海国際空港 – 天津市
- ZBTL (TGO) – 通遼空港（英語版） – 内モンゴル自治区通遼市
- ZBTS (TVS) – 唐山三女河空港（中国語版） – 河北省唐山市
- ZBUC (UCB) – 烏蘭察布集寧空港（中国語版） – 内モンゴル自治区ウランチャブ市
- ZBUH (WUA) - 烏海空港（英語版） - 内モンゴル自治区烏海市
- ZBUL (HLH) – ウランホト空港 – 内モンゴル自治区ウランホト市
- ZBXH (XIL) - シリンホト空港 – 内モンゴル自治区シリンホト市
- ZBXT (XNT) – 邢台褡裢空港（英語版） – 河北省邢台市
- ZBXZ (WUT) – 忻州五台山空港（中国語版） – 山西省忻州市
- ZBYC (YCU) - 運城関公空港 – 山西省運城市
- ZBYN (TYN) – 太原武宿国際空港 - 山西省太原市
- ZBYZ（RLK）- バヤンノール天吉泰空港 - 内モンゴル自治区バヤンノール市
- ZBZJ (ZQZ) – 張家口寧遠空港（中国語版） – 河北省張家口市
- ZBZL (NZL) – ジャラントン・ジンギスカン空港（中国語版） - 内モンゴル自治区フルンボイル市

### ZG
- ZGBH (BHY) – 北海福成空港（英語版） – 広西チワン族自治区北海市
- ZGBS (AEB) - 百色巴馬空港（英語版） – 広西チワン族自治区百色市
- ZGCD (CGD) - 常徳桃花源空港（英語版） - 湖南省常徳市
- ZGCJ (HJJ) - 懐化芷江空港（英語版） - 湖南省懐化市
- ZGCS - 長沙大托舖空港（中国語版） - 湖南省長沙市
- ZGCZ (HCZ) - 郴州北湖空港（中国語版） - 湖南省郴州市
- ZGDY (DYG) - 張家界荷花国際空港 - 湖南省張家界市
- ZGFS (FUO) - 仏山沙堤空港 - 広東省仏山市
- ZGGG (CAN) – 広州白雲国際空港 – 広東省広州市
- ZGHA (CSX) – 長沙黄花国際空港 – 湖南省長沙市
- ZGHC (HCJ) – 河池金城江空港（中国語版） - 広西チワン族自治区河池市
- ZGHY (HNY) – 衡陽南岳空港（英語版） – 湖南省衡陽市
- ZGHZ (HUZ) – 恵州平潭空港（中国語版） – 広東省恵州市
- ZGKL (KWL) – 桂林両江国際空港 – 広西チワン族自治区桂林市
- ZGLG (LLF) – 永州零陵空港（中国語版） – 湖南省永州市
- ZGMX (MXZ) - 梅州梅県空港（英語版） – 広東省梅州市
- ZGNN (NNG) – 南寧呉圩国際空港 – 広西チワン族自治区南寧市
- ZGOW (SWA) – 掲陽潮汕空港 – 広東省掲陽市
- ZGSD (ZUH) – 珠海金湾空港 – 広東省珠海市
- ZGSY (WGN) – 邵陽武岡空港（中国語版） – 湖南省邵陽市
- ZGSZ (SZX) – 深圳宝安国際空港 – 広東省深圳市
- ZGWZ (WUZ) – 梧州長洲島空港（英語版） – 広西チワン族自治区梧州市
- ZGZH (LZH) – 柳州白蓮空港（英語版） – 広西チワン族自治区柳州市
- ZGZJ (ZHA) – 湛江呉川空港（中国語版） – 広東省湛江市

### ZH
- ZHAY (AYN) – 安陽殷都空港（英語版） – 河南省安陽市
- ZHCC (CGO) – 鄭州新鄭国際空港 – 河南省鄭州市
- ZHEC (EHU) – 鄂州花湖国際空港 – 湖北省鄂州市
- ZHES (ENH) - 恩施許家坪空港 – 湖北省恩施市
- ZHHH (WUH) – 武漢天河国際空港 – 湖北省武漢市
- ZHLY (LYA) – 洛陽北郊空港 – 河南省洛陽市
- ZHNY (NNY) – 南陽姜営空港 – 河南省南陽市
- ZHSN (HPG) – 神農架紅坪空港（中国語版） – 湖北省神農架林区
- ZHSS (SHS) – 荊州沙市空港（英語版） – 湖北省荊州市
- ZHSY (WDS) – 十堰武当山空港（中国語版） – 湖北省十堰市
- ZHWT (WJD) - 武漢王家墩飛行場 - 湖北省武漢市（2007年閉鎖）
- ZHXF (XFN) – 襄陽劉集空港（英語版） – 湖北省襄陽市
- ZHYC (YIH) – 宜昌三峡空港 – 湖北省宜昌市

### ZJ
- ZJHK[1] (HAK) – 海口美蘭国際空港 – 海南省海口市
- ZJSY (SYX) – 三亜鳳凰国際空港 – 海南省三亜市
- ZJYX (XYI) – 永興島空港 – 海南省三沙市

### ZL
- ZLAK (AKA) - 安康富強空港（英語版） – 陝西省安康市
- ZLDH (DNH) – 敦煌空港 – 甘粛省敦煌市
- ZLDL (HXD) - 海西デリンハ空港（中国語版） – 青海省海西モンゴル族チベット族自治州デリンハ市
- ZLGL (GMQ) - 果洛瑪沁空港（中国語版） – 青海省ゴロク・チベット族自治州瑪沁県
- ZLGM (GOQ) – ゴルムド空港 – 青海省ゴルムド市
- ZLGY (GYU) - 固原六盤山空港 – 寧夏回族自治区固原市
- ZLHX (HTT) - 海西花土溝空港（中国語版） – 青海省海西モンゴル族チベット族自治州茫崖市
- ZLHZ (HZG) – 漢中城固空港 – 陝西省漢中市
- ZLIC (INC) – 銀川河東国際空港 – 寧夏回族自治区銀川市
- ZLJC (JIC) - 金昌金川空港（中国語版） – 甘粛省金昌市
- ZLJN (JNG) – 済寧曲阜空港 – 山東省済寧市
- ZLJQ (JGN) – 嘉峪関空港 – 甘粛省嘉峪関市
- ZLLL (LHW) – 蘭州中川空港 – 甘粛省蘭州市
- ZLQY (IQN) – 慶陽空港（英語版） – 甘粛省慶陽市
- ZLSN (SIA) - 西安西関空港 – 陝西省西安市
- ZLTS (THQ) - 天水麦積山空港（英語版） – 甘粛省天水市
- ZLXH (GXH) - 甘南夏河空港（中国語版） – 甘粛省甘南チベット族自治州
- ZLXN (XNN) – 西寧曹家堡空港 – 青海省西寧市
- ZLXY (XIY) – 西安咸陽国際空港 – 陝西省西安市
- ZLYA (ENY) – 延安南泥湾空港（中国語版） – 陝西省延安市　※旧延安二十里堡空港（英語版）
- ZLYL (UYN) – 楡林楡陽空港（中国語版） – 陝西省楡林市
- ZLYS (YUS) - 玉樹巴塘空港 - 青海省玉樹チベット族自治州
- ZLZW (ZHY) - 中衛香山空港 - 寧夏回族自治区中衛市
- ZLZY (YZY) – 張掖甘州空港（中国語版） – 甘粛省張掖市

### ZP
- ZPBS (BSD) – 保山雲瑞空港（中国語版） – 雲南省保山市
- ZPCW (CWJ) – 滄源佤山空港（中国語版） – 雲南省臨滄市
- ZPDL (DLU) - 大理空港 – 雲南省大理市
- ZPDQ (DIG) - デチェン・シャングリラ空港 – 雲南省シャングリラ市
- ZPJH (JHG) – シーサンパンナ・ガサ空港 – 雲南省景洪市
- ZPJM (JMJ) - 瀾滄景邁空港（中国語版） – 雲南省普洱市
- ZPLC (LNJ) - 臨滄博尚空港（中国語版） – 雲南省臨滄市
- ZPLJ (LJG) – 麗江三義空港 – 雲南省麗江市
- ZPMS (LUM) – 徳宏芒市空港 – 雲南省芒市
- ZPNL (NLH) – 寧蒗瀘沽湖空港（中国語版） – 雲南省寧蒗イ族自治県
- ZPPP (KMG) – 昆明長水国際空港 – 雲南省昆明市
- ZPSM (SYM) – 普洱思茅空港（中国語版） – 雲南省普洱市
- ZPWS (WNH) - 文山硯山空港（中国語版） – 雲南省文山
- ZPZT (ZAT) – 昭通空港（中国語版） – 雲南省昭通市

### ZS
- ZSAM (XMN) – 廈門高崎国際空港 – 福建省廈門市
- ZSAQ (AQG) – 安慶天柱山空港 – 安徽省安慶市
- ZSBB (BFU) – 蚌埠空港（中国語版） – 安徽省蚌埠市
- ZSCG (CZX) – 常州奔牛空港 – 江蘇省常州市
- ZSCN (KHN) – 南昌昌北国際空港 – 江西省南昌市
- ZSDY (DOY) - 東営空港 - 山東省東営市
- ZSFY (FUG) – 阜陽空港 – 安徽省阜陽市
- ZSFZ (FOC) – 福州長楽国際空港 – 福建省福州市
- ZSGZ (KOW) – 贛州黄金空港（中国語版） – 江西省贛州市
- ZSHC (HGH) – 杭州蕭山国際空港 – 浙江省杭州市
- ZSHZ (HZA) – 菏沢牡丹空港（中国語版） - 山東省菏沢市
- ZSJA (JGS) - 井岡山空港 - 江西省吉安市
- ZSJD (JDZ) – 景徳鎮空港 – 江西省景徳鎮市
- ZSJG (JNG) – 済寧大安空港（中国語版） – 山東省済寧市
- ZSJH (JUH) – 池州九華山空港（中国語版） – 安徽省池州市
- ZSJJ (JIU) – 九江廬山空港（中国語版） – 江西省九江市
- ZSJN (TNA) – 済南遥墻国際空港 – 山東省済南市
- ZSJU (JUZ) – 衢州空港（中国語版） – 浙江省衢州市
- ZSLG (LYG) – 連雲港花果山空港 – 江蘇省連雲港市
- ZSLO (LCX) – 連城冠豸山空港（中国語版） – 福建省竜岩市
- ZSLQ (HYN) – 台州路橋空港 – 浙江省台州市
- ZSLY (LYI) - 臨沂沭埠嶺空港 – 山東省臨沂市
- ZSNB (NGB) – 寧波櫟社国際空港 – 浙江省寧波市
- ZSNJ (NKG) – 南京禄口国際空港 – 江蘇省南京市
- ZSNT (NTG) - 南通興東空港 – 江蘇省南通市
- ZSOF (HFE) – 合肥駱崗国際空港 – 安徽省合肥市
- ZSPD (PVG) – 上海浦東国際空港 – 上海市
- ZSPL (PNJ) - 蓬莱沙河口空港（中国語版） – 山東省煙台市
- ZSQD (TAO) – 青島流亭国際空港 – 山東省青島市
- ZSQZ (JJN) – 泉州晋江空港 – 福建省泉州市
- ZSRZ (RIZ) – 日照山字河空港（中国語版） – 山東省日照市
- ZSSH (HIA) – 淮安漣水空港 – 江蘇省淮安市
- ZSSL – 上海龍華空港（中国語版） – 上海市
- ZSSM (SQJ) – 三明沙県空港 – 福建省三明市
- ZSSR (SQD) – 上饒三清山空港（中国語版） – 江西省上饒市
- ZSSS (SHA) – 上海虹橋国際空港 – 上海市
- ZSSZ (SZV) –  蘇州光福空港（中国語版） – 江蘇省蘇州市
- ZSTX (TXN) – 黄山屯渓空港 – 安徽省黄山市
- ZSWA (WHA) –  蕪湖宣州空港（中国語版） – 安徽省蕪湖市
- ZSWF (WEF) – 濰坊空港 – 山東省濰坊市
- ZSWH (WEH) - 威海大水泊空港 – 山東省威海市
- ZSWU (WHU) - 蕪湖玄州空港空港（中国語版） – 安徽省蕪湖市
- ZSWX (WUX) – 無錫空港 – 江蘇省無錫市
- ZSWY (WUS) – 武夷山空港 – 福建省南平市
- ZSWZ (WNZ) – 温州永強空港 – 浙江省温州市
- ZSXZ (XUZ) – 徐州観音空港 – 江蘇省徐州市
- ZSYA (YTY) - 揚州泰州空港 - 江蘇省揚州市
- ZSYC (YIC) – 宜春明月山空港（中国語版） – 江西省宜春市
- ZSYN (YNZ) - 塩城空港 - 江蘇省塩城市
- ZSYT (YNT) – 煙台蓬萊国際空港 – 山東省煙台市
- ZSYW (YIW) – 義烏空港 – 浙江省金華市
- ZSZS (HSN) – 舟山普陀山空港 – 浙江省舟山市

### ZU
- ZUAL (NGQ) - ガリ空港 – チベット自治区ガリ地区
- ZUAS (AVA) - 安順黄果樹空港（中国語版） – 貴州省安順市
- ZUBD (BPX) – チャムド・バンダ空港 – チベット自治区チャムド市
- ZUBJ (BFJ) – 畢節飛雄空港（中国語版） – 貴州省畢節市
- ZUBZ (BZX) – 巴中恩陽空港（中国語版） – 四川省巴中市
- ZUCK (CKG) – 重慶江北国際空港 – 重慶市
- ZUDA (DZH) – 達州金埡空港（中国語版） – 四川省達州市
- ZUDC (DCY) – 稲城亜丁空港 – 四川省稲城県
- ZUDR (DDR) – シガツェティンリ空港（中国語版） – チベット自治区シガツェ市
- ZUDX (DAX) – 達州河市空港（中国語版） – 四川省達州市
- ZUGH (GHN) - 広漢空港（中国語版） – 四川省広漢市
- ZUGU (GYS) - 広元盤龍空港（中国語版） – 四川省広元市
- ZUGY (KWE) – 貴陽龍洞堡空港 – 貴州省貴陽市
- ZUHY (AHJ) – 阿壩紅原空港（中国語版） – 四川省アバ・チベット族チャン族自治州
- ZUJZ (JZH) – 四川九寨黄龍空港 – 四川省松潘県
- ZUKD (KGT) - ダルツェムド空港 – 四川省康定県
- ZUKJ (KJH) – 凱里黄平空港（中国語版） – 貴州省黔東南ミャオ族トン族自治州凱里市
- ZULB (LLB) - 茘波空港（中国語版） – 貴州省茘波県
- ZULP (LIA) – 梁平空港（中国語版） – 重慶市梁平区
- ZULS (LXA) – ラサ・クンガ空港 – チベット自治区ロカ地区
- ZULZ (LZO) - 瀘州雲龍空港 – 四川省瀘州市
- ZUMT (WMT) - 遵義茅台空港（中国語版） – 貴州省遵義市
- ZUMY (MIG) - 綿陽南郊空港 – 四川省綿陽市
- ZUNC (NAO) – 南充高坪空港（中国語版） – 四川省南充市
- ZUNP (HZH) - 黎平空港（中国語版） – 貴州省黎平県
- ZUNZ (LZY) - ニンティ空港 - チベット自治区ニンティ市
- ZUPS (LPF) – 六盤水月照空港 - 貴州省六盤水市
- ZUQJ (JIQ) – 黔江武陵山空港（中国語版） – 重慶市黔江区
- ZURK (RKZ) – シガツェ平和空港（中国語版） – チベット自治区シガツェ市
- ZUTC (TCZ) – 騰衝駝峰空港（中国語版） – 雲南省保山市
- ZUTF (TFU) – 成都天府国際空港 - 四川省簡陽市
- ZUTR (TEN) – 銅仁鳳凰空港（中国語版） – 貴州省銅仁地区
- ZUUU (CTU) – 成都双流国際空港 – 四川省成都市
- ZUWS (WSK) - 重慶巫山空港（中国語版） – 重慶市
- ZUWX (WXN) - 万州五橋空港 – 重慶市
- ZUXC (XIC) – 西昌青山空港 – 四川省西昌市
- ZUXJ – 新津空港（中国語版） – 四川省成都市
- ZUYB (YBP) – 宜賓五粮液空港（中国語版） – 四川省宜賓市 ※旧宜賓菜壩空港（中国語版）
- ZUYI (ACX) - 興義万峰林空港（中国語版） – 貴州省興義市
- ZUZH (PZI) - 攀枝花保安営空港 – 四川省攀枝花市
- ZUZY (ZYI) – 遵義新舟空港（中国語版） – 貴州省遵義市

### ZW
- ZWAK (AKU) – アクス空港 – 新疆ウイグル自治区アクス市
- ZWAL (ACF) - アラルタリム空港（中国語版） – 新疆ウイグル自治区アラル市
- ZWAT (AAT) – アルタイ空港 – 新疆ウイグル自治区アルタイ市
- ZWBL (BPL) - 博楽阿拉山口空港（中国語版） – 新疆ウイグル自治区ボルタラ市
- ZWCM (IQM) - チャルチャン空港 - 新疆ウイグル自治区チャルチャン県
- ZWFY (FYN) – フユン・コクトカイ空港 – 新疆ウイグル自治区コクトカイ県
- ZWHM (HMI) – ハミ空港 – 新疆ウイグル自治区クムル市
- ZWKC (KCA) – クチャ空港 – 新疆ウイグル自治区クチャ県
- ZWKL (KRL) – コルラ空港 – 新疆ウイグル自治区コルラ市
- ZWKM (KRY) – カラマイ空港 – 新疆ウイグル自治区カラマイ市
- ZWKN (KJI) - ブルチン・カナス空港 – 新疆ウイグル自治区ブルチン県
- ZWNL (NLT) - キュネス・ナラティ空港 - 新疆ウイグル自治区キュネス県
- ZWRQ (RQA) - 若羌楼蘭空港 - 新疆ウイグル自治区バインゴリン・モンゴル族自治州チャルクリク県
- ZWSC (QSZ) - ヤルカンド葉爾羌空港 - 新疆ウイグル自治区カシュガル地区
- ZWSH (KHG) – カシュガル空港 (カシ空港) – 新疆ウイグル自治区カシュガル市
- ZWSS (SXJ) - ピチャン空港（中国語版） – 新疆ウイグル自治区ピチャン県
- ZWTC (TCG) - チョチェク空港（中国語版） – 新疆ウイグル自治区チョチェク市
- ZWTK (HQL) - タシュクルガン・クンジュラブ空港 - 新疆ウイグル自治区カシュガル地区
- ZWTN (HTN) – ホータン空港 – 新疆ウイグル自治区ホータン市
- ZWTP (TLQ) - トルファン交河空港 – 新疆ウイグル自治区トルファン市
- ZWWW (URC) – ウルムチ地窩堡国際空港 – 新疆ウイグル自治区ウルムチ市
- ZWYN (YIN) – イーニン空港 – 新疆ウイグル自治区グルジャ市
- ZWYT (YTW) - ユティアン・ワンファン空港 – 新疆ウイグル自治区ケリヤ県
- ZWZS (ZFL) - 昭蘇天馬空港（中国語版） – 新疆ウイグル自治区モンゴルキュレ県

### ZY
- ZYAS (AOG) – 鞍山騰鰲空港 – 遼寧省鞍山市
- ZYBA (DBC) - 白城長安空港（中国語版） – 吉林省白城市
- ZYBS (NBS) - 長白山空港 – 吉林省白山市
- ZYCC (CGQ) – 長春龍嘉国際空港 – 吉林省長春市
- ZYCH (CNI) - 長海大長山島空港 – 遼寧省長海県
- ZYCY (CHG) - 朝陽空港 – 遼寧省朝陽市
- ZYDD (DDG) – 丹東浪頭空港 – 遼寧省丹東市
- ZYDQ (DQA) - 大慶サルト空港 – 黒龍江省大慶市
- ZYDU (DTU) - 五大連池徳都空港（中国語版） – 黒龍江省黒河市
- ZYFY (FYJ) - 撫遠東极空港（中国語版） – 黒龍江省撫遠市
- ZYHB (HRB) – ハルビン太平国際空港 – 黒龍江省ハルビン市
- ZYHE (HEK) – 黒河璦琿空港（中国語版） – 黒龍江省黒河市
- ZYJD (JGD) - 大興安嶺・オロチョン空港 - 黒龍江省大興安嶺地区
- ZYJL (JIL) – 吉林二台子空港（中国語版） – 吉林省吉林市
- ZYJM (JMU) – ジャムス東郊空港 – 黒龍江省ジャムス市
- ZYJS (JSJ) - 建三江湿地空港 – 黒龍江省ジャムス市
- ZYJX (JXA) - 鶏西興凱湖空港（中国語版） – 黒龍江省鶏西市
- ZYJZ (JNZ) – 錦州錦州湾空港（中国語版） – 遼寧省錦州市 ※旧錦州小領子空港（中国語版）
- ZYLD (LDS) - 伊春林都空港 – 黒龍江省伊春市
- ZYMD (MDG) – 牡丹江海浪空港 – 黒龍江省牡丹江市
- ZYMH (OHE) - 漠河古蓮空港 – 黒龍江省大興安嶺地区
- ZYQQ (NDG) – チチハル三家子空港 – 黒龍江省チチハル市
- ZYSD (HSF) - 綏芬河東寧空港（中国語版） – 黒龍江省綏芬河市
- ZYSQ (YSQ) - 松原査干湖空港（中国語版） – 吉林省松原市
- ZYTL (DLC) – 大連周水子国際空港 – 遼寧省大連市
- ZYTN (TNH) – 通化三源浦空港（中国語版） – 吉林省通化市
- ZYTX (SHE) – 瀋陽桃仙国際空港 – 遼寧省瀋陽市
- ZYXC (XEN) - 興城空港（中国語版） – 遼寧省葫芦島市 (軍用)
- ZYYJ (YNJ) – 延吉朝陽川空港 – 吉林省延吉市
- ZYYK (YKH) - 営口蘭旗空港（中国語版） – 遼寧省営口市

## ZK - 朝鮮民主主義人民共和国
カテゴリと一覧も参照
- ZKHM (RGO) – 漁郎飛行場 - 咸鏡北道漁郎
- ZKPY (FNJ) – 平壌国際空港 – 平壌
- ZKSD (DSO) – 宣徳飛行場 - 咸鏡南道定平
- ZKSE (YJS) – 三池淵飛行場 - 両江道三池淵
- ZKWS (WOS) – 葛麻飛行場 - 江原道元山

## ZM - モンゴル国
カテゴリと一覧も参照
- ZMAH (AVK) – アルバイヘール空港（英語版） – ウブルハンガイ県アルバイヘール
- ZMAT (LTI) – アルタイ空港 – ゴビ・アルタイ県アルタイ
- ZMBH (BYN) – バヤンホンゴル空港（英語版） – バヤンホンゴル県バヤンホンゴル
- ZMBN (UGA) – ボルガン空港（英語版） – ボルガン県ボルガン
- ZMBS (HBU) – ブルガン空港（英語版） – ホブド県ブルガン（英語版）
- ZMBU (UUN) – バルーン・ウルト空港（英語版） – スフバートル県バルーン・ウルト
- ZMCD (COQ) – チョイバルサン空港（英語版） – ドルノド県チョイバルサン
- ZMCK (UBN) – チンギスハーン国際空港 – トゥブ県
- ZMDN (ULZ) – ドノイ空港（英語版） – ザブハン県ウリヤスタイ
- ZMDZ (DLZ) – ダルンザドガド空港（英語版） – ウムヌゴビ県ダルンザドガド
- ZMHH (KHR) – ハルホリン空港（英語版） – ウムヌゴビ県ハルホリン
- ZMHU (HJT) – ホジルト空港（英語版） – ウムヌゴビ県ホジルト
- ZMKD (HVD) – ホブド空港（英語版） – ホブド県ホブド
- ZMMG (MXW) – マンダルゴビ空港（英語版） – ドンドゴビ県マンダルゴビ
- ZMMN (MXV) – ムルン空港（英語版） –  フブスグル県ムルン
- ZMTG (TSZ) – ツェツェルレグ空港（英語版） – アルハンガイ県ツェツェルレグ
- ZMUB (ULN) – ボヤント・オハー国際空港 – ウランバートル
- ZMUG (ULO) – オラーンゴム空港（英語版） – オブス県オラーンゴム
- ZMUH (UNR) – ウンドゥルハーン空港 – ヘンティー県ウンドゥルハーン
- ZMUL (ULG) – ウルギー空港（英語版） – バヤン・ウルギー県ウルギー

## 参考資料
- “ICAO Location Indicators by State” (PDF).  国際民間航空機関 (2006年1月12日). 2009年5月17日閲覧。
- “United Nations Code for Trade and Transport Locations [includes IATA codes]”. UN/LOCODE 2006-2.  UNECE (2007年4月30日). 2009年5月17日閲覧。